# Yacht Club Olivos
El Yacht Club Olivos es un club náutico ubicado en Olivos, Partido de Vicente López (Argentina).

## Historia
Fundado el 4 de abril de 1927, inauguró su primera sede social el 29 de enero de 1928 en la playa sur de Olivos, donde formó una flota de siete barcos de la clase Río de la Plata. El 15 de abril de 1940 fue arrasada por una sudestada, y el club trasladó la sede al edificio de la boite Fantasio.

## Regatas
En 1969 organizó los campeonatos del mundo de las clases 505 y Lightning, y en 1970 y 1976 los de la clase Penguin. En diciembre de 1976 también organizó el campeonato del mundo juvenil de la clase Snipe, que además venció la embarcación "Again", del Yacht Club Olivos, de Torkel Borgstrom y Fernando Asad, con Gabriel Borgstrom, hermano de Torken, en segunda posición.
En 1990, 2009 y 2022 organizó el Campeonato de América del Sur de la clase Snipe.
En la actualidad organiza el “Circuito Atlántico Sur Rolex Cup” conjuntamente con el Yacht Club Punta del Este, el Yacht Club Argentino y el Yacht Club Uruguayo; y el “Grand Prix Luis Alberto Cerrato” de vela ligera.

## Deportistas
En la clase 6 metros Emilio Homps consiguió la medalla olímpica de plata en 1948. En la clase Snipe, Torkel Borgstrom y Fernando Asad fueron campeones del mundo juveniles en 1976, y Luis Soubié ha sido subcampeón del mundo en 2015, campeón sudamericano en 2015 y 2017, medalla de bronce en los Juegos Panamericanos de 2010, medalla de plata en los Juegos Panamericanos de 2015 y medalla de oro en los Juegos Suramericanos de 2010.